# Léon-Benoit-Charles Thomas
Léon-Benoît-Charles Thomas, dit Thomas le Magnifique, né le 30 mai 1826 à Paray-le-Monial et mort le 9 mars 1894 à Rouen, est un homme d'Église français qui fut évêque, puis archevêque et cardinal.

## Biographie

### Début de carrière
Léon-Benoît-Charles Thomas naît le 30 mai 1826 à Paray-le-Monial.
Il entre au petit séminaire de Semur-en-Brionnais où il fait ses humanités. Il poursuit ensuite ses études au Grand séminaire d'Autun en philosophie, puis au séminaire Saint-Sulpice en théologie. Il obtient un doctorat de théologie à Rome en 1856.
Il est ordonné prêtre le 21 décembre 1850 à Autun. Vicaire de la cathédrale Saint-Lazare d'Autun en février 1851, il est responsable des missions diocésaines en 1853. Il devient en 1856–1857 vicaire général du diocèse d'Autun et archidiacre de la cathédrale.

### L'évêque Thomas le Magnifique

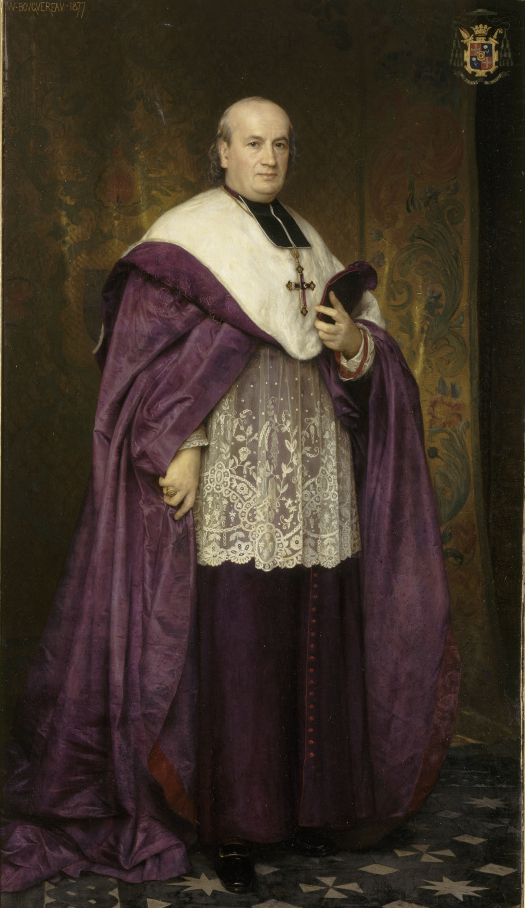
Huile sur toile de William-Adolphe Bouguereau (1877).

Élu évêque de La Rochelle le 27 mars 1867, il est consacré le 25 mai 1867 à la cathédrale Saint-Lazare d'Autun par Jean-François Landriot, archevêque de Reims, assisté de Frédéric-Gabriel-Marie-François de Marguerye, évêque d'Autun et Jean-Sébastien Devoucoux, évêque d'Évreux. Il est le plus jeune évêque de France de son temps. Il est reçu membre de la société des archives historiques de la Saintonge et de l'Aunis en 1874.
Il passe archevêque de Rouen le 24 mars 1884.
Il est surnommé « Thomas le Magnifique » par la splendeur de ses célébrations et la qualité de ses Oratories.

### Le cardinalat
Il est créé cardinal par le pape Léon XIII au consistoire du 16 janvier 1893. Il reçoit le 15 juin 1893 le chapeau rouge et le titre de cardinal-prêtre de S. Maria Nuova e S. Francesca Romana al Foro.

### Mort et monument funéraire
Il meurt le 9 mars 1894 d'une congestion pulmonaire à Rouen. Il est enterré dans la chapelle Sainte-Marguerite de la Cathédrale Notre-Dame de Rouen. La somme de 50 000 francs est rapidement réunie pour élever un monument. Le cardinal avait choisi comme sculpteur Louis-Ernest Barrias. Le ministre refuse le placement du tombeau dans la chapelle de la Vierge ou devant le portail des Maçons. Barrias meurt sans que l'affaire soit réglée. C'est grâce à l'archevêque Frédéric Fuzet que le projet aboutit. Barrias est remplacé par son élève Albert Guilloux et le tombeau réalisé est finalement placé dans la chapelle Sainte-Catherine, dans le collatéral sud de la cathédrale. Le tombeau est inauguré en 1911, pendant les fêtes du Millénaire de la Normandie. Le bombardement du 19 avril 1944 endommage son tombeau. Ses restes sont transférés dans la crypte des archevêques dans la cathédrale de la Vierge. Seule une pierre gravée marque au sol son emplacement dans la chapelle Sainte-Marguerite.

## Succession apostolique
Léon-Benoit-Charles Thomas a ordonné les évêques suivants :
- Évêque Jean-Baptiste-Théodore Duval (1890)

## Distinctions
- Chevalier de la Légion d'honneur (11 août 1869)

## Armes
Écartelé : au 1er et 4e de gueules, à la croix ancrée de sable, bordée d'argent ; au 2e et 3e d'azur, à la marguerite d'argent ; sur le tout : d'or, au cœur de gueules enflammé du même, entouré d'une couronne d'épines de sable.